# Retiniphyllum secundiflorum
Retiniphyllum secundiflorum là một loài thực vật có hoa trong họ Thiến thảo. Loài này được Humb. & Bonpl. miêu tả khoa học đầu tiên năm 1806.

## Hình ảnh

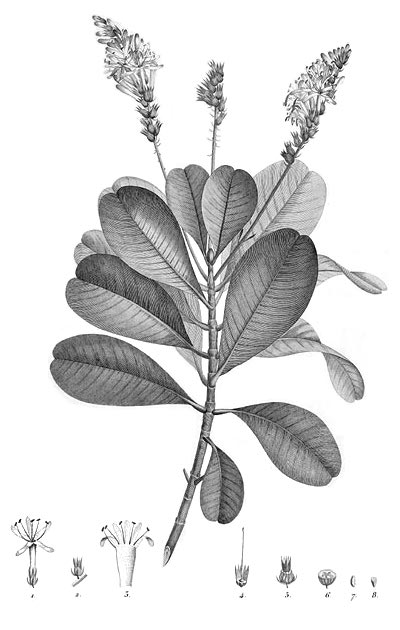
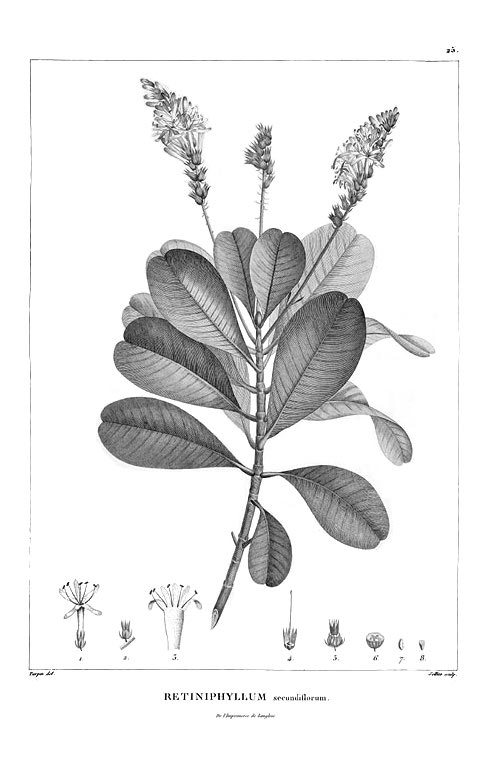
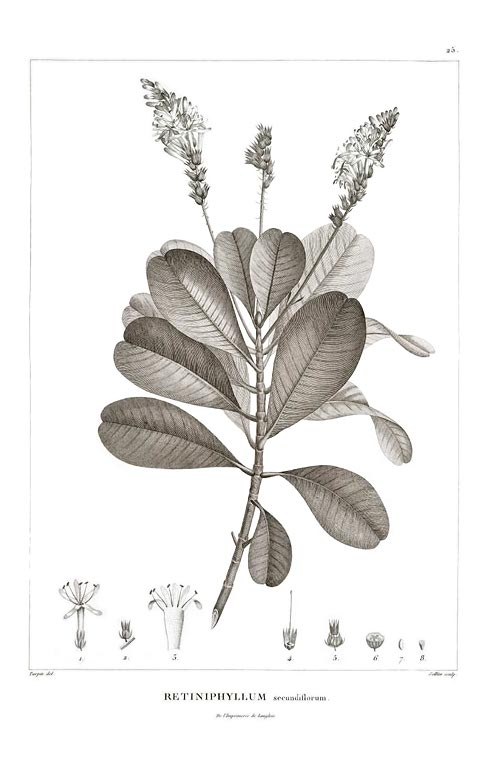